# As-Sara
As-Sara (arab. السعرة) – wieś w Syrii, w muhafazie Aleppo, w dystrykcie Afrin. W 2004 roku liczyła 206 mieszkańców.